# Roger Adams
Roger Adams (ur. 2 stycznia 1889 w Bostonie, zm. 6 lipca 1971 w Champaign) – amerykański chemik i administrator, profesor uniwersytetu w Chicago. Zajmował się procesami katalitycznego uwodorniania, syntezą aldehydów aromatycznych oraz stereochemią. Był członkiem Polskiej Akademii Nauk.

## Młodość i edukacja
Urodził się w Bostonie jako syn Austina W. Adamsa, urzędnika kolejowego i Lydii Curtis. Był spokrewniony z prezydencką rodziną Adamsów. W ciągu 3 lat ukończył studia licencjackie z chemii na Harvardzie (1909). Jego doktorat z Harvardu to praca złożona z trzech części, pisana pod kierunkiem H. A. Torreya, Lathama Clarka i T. W. Richardsa, ponieważ Torrey, jego pierwszy mentor, zmarł w 1910 r. Lata 1912–1913 spędził na stypendium objazdowym, najpierw w Berlinie na uniwersytecie, a następnie w nowym Instytucie Cesarza Wilhelma u Richarda Willstättera. Ten europejski rok stypendium przyczynił się do ukształtowania jego filozofii pracy absolwentów i koncepcji prowadzenie pierwszorzędnego wydziału uczelni.

## Kariera naukowa
Pracując na Harvardzie (1913-1916) odnosił sukcesy jako nauczyciel na studiach licencjackich i rozpoczął własny program badawczy z dwoma kandydatami na studia magisterskie i jednym starszym, Henrym Gilmanem, który później miał wybitną karierę chemiczną. W 1916 r. został adiunktem na Uniwersytecie Illinois w Champaign-Urbana, który stał się obiecującym ośrodkiem pracy magisterskiej w dziedzinie chemii pod kierownictwem Williama A. Noyesa. Na Uniwersytecie Illinois pozostał do końca życia.
Adams z zapałem zaczął uczyć się chemii na studiach licencjackich i magisterskich w Illinois. Wkrótce Został dyrektorem programu przygotowania związków organicznych, których nie można było już pozyskać w Niemczech z powodu I wojny światowej. Program przygotowawczy odniósł sukces naukowy, pedagogiczny i finansowy. Po przystąpieniu USA do wojny, Adams dołączył do swoich starych przyjaciół, E. P. Kohlera, J. B. Conanta i innych chemików w badaniach nad chemicznymi środkami bojowymi na American University w Waszyngtonie. Jako major w Chemical Warfare Service, Adams kierował pracą, która wyprodukowała arszenikowy środek toksyczny adamsite.
Po powrocie do Champaign-Urbana w 1918 r. Adams podjął różnorodne działania, które naznaczyły resztę jego życia. Kierował liczną grupą doktorantów i studentów, którzy odegrali ważną rolę w uczynieniu Uniwersytetu Illinois jednym z wiodących ośrodków kształcenia absolwentów w dziedzinie chemii (w tym: biochemii i inżynierii chemicznej, które znajdowały się na wydziale chemii). Konsultował się z kilkoma przemysłowymi laboratoriami badawczymi, zwłaszcza Abbott i DuPont oraz prowadził różnorodną działalność publiczną w zakresie chemii. Był szefem departamentu Uniwersytetu Illinois w latach 1926-1954 i w tym charakterze dbał, aby jego koledzy mieli studentów i środki do opracowywania własnych programów badawczych oraz aby departament Illinois funkcjonował sprawnie, bez rywalizacji pomiędzy członkami wydziału. Jak kiedyś powiedział: „Studenci szybko wykrywają tarcia na wydziale”.

## Życie prywatne
Adams poślubił Lucile Wheeler w 1918 r. z którą miał jedno dziecko.